# 克律塞外星人

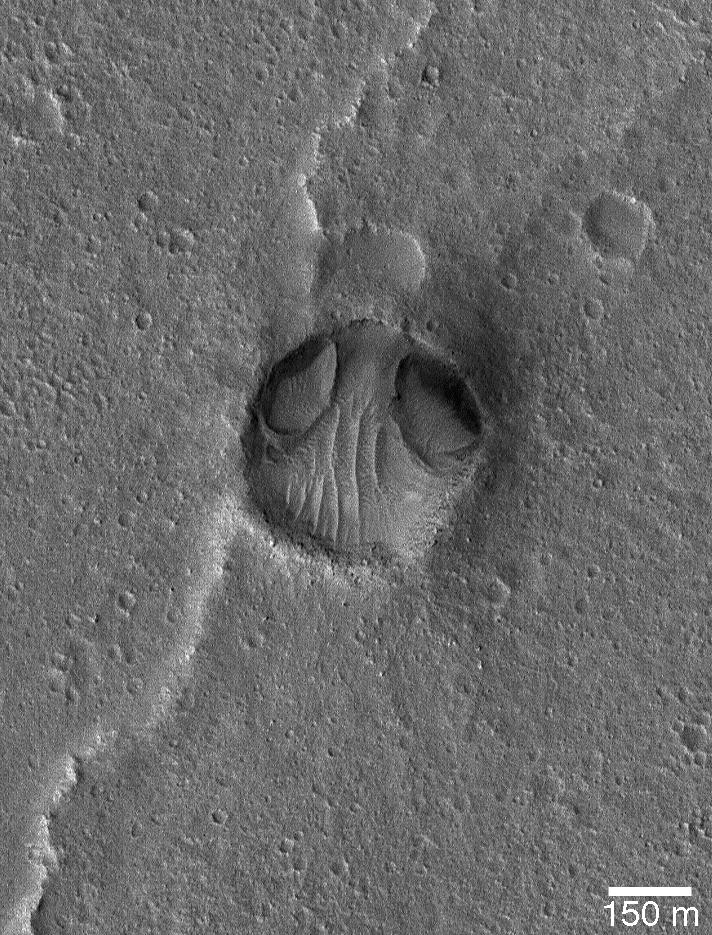
克律塞外星人，克律塞平原上的一座陨击坑。

克律塞外星人（Chryse Alien）是指火星克律塞平原上一座看上去就像一颗“外星人脑袋”的撞击坑。
该陨石坑出现在索引号为PIA07304的712x935像素图像中，该照片是由火星全球探勘者号轨道飞行器上的火星轨道器相机所拍摄，2004年1月26日发布时被美国国家航空航天局标注为“克律塞外星人脑袋”，该照片为喷气推进实验室2005年1月26日《最新太阳系照片集》的一部分。
这幅火星全球探勘者号轨道相机照片显示了克律塞平原上一座距海盗1号着陆器地点不远，看上去像一颗虫眼脑袋的撞击坑。撞击坑北端两只奇怪的凹陷（“眼睛”）可能是由风或水的侵蚀所形成，这两种作用一起改变了这一地区地貌。在遥远的过去，洪水从迈亚谷席卷克律塞平原西部，产生了水的冲刷侵蚀，而风的作用在近代史中也很常见。该陨击坑位于北纬22.5度、西经47.9度附近。在150米的比例尺下约长164码，阳光从左/左下方照亮了该区域。——美国宇航局原说明
该照片在2018年引起了人们的注意，当时它被重新发现并被提议作为火星上存在生命的证据。